# Машковцев, Филипп Николаевич
Филипп Николаевич Машковцев (17 января 1890, деревня Спудное, Глазовский уезд, Вятская губерния — май 1961) — советский военачальник, генерал-майор (16.10.1943), участник Первой мировой, Гражданской и Великой Отечественной войн.

## Биография
Окончил 1-классное министерское училище и учебную команду 37-го Сибирского стрелкового полка. 14 апреля 1918 года был демобилизован из Русской императорской армии и мобилизован в Рабоче-крестьянскую Красную армия 20 июня 1918 года. В июле 1919 года был назначен командиром 2 батальона 455-го полка, затем был смещён с должности согласно постановлению коллегии Революционного трибунала, но был оправдан.
В 1916 году в боях Первой мировая войны участвовал в подавлении антисоветских восстаний в северном и западном Казахстане. С февраля 1919 по апрель 1920 годов участвовал в боях на Восточном фронте.
В августе 1920 года был командиром отряда по ликвидации банд в Красноярском и Канском уездах, а в декабре — в Красноярском и Ачинском уездах.
Во время Великой Отечественной войны в 1941 году участвовал в обороне Ленинграда.
С1943 года возглавлял филиал высших стрелковых курсов «Выстрел» на Закавказском фронте.

## Награды
- Орден Ленина (21.02.1945)[1];
- Ордена Красного Знамени (10.02.1943)[2];
- Медаль «XX лет Рабоче-Крестьянской Красной Армии»
- Медаль «За оборону Ленинграда» (06.11.1943)[3]
- Медаль «За оборону Кавказа» (23.10.1944)[4].